# Liam Aylward
Liam Aylward (né le 27 septembre 1952) est un homme politique irlandais du Fianna Fáil qui est ministre d'État de 1988 à 1989, de 1992 à 1994 et de 2004 à 2004. Il est Député européen pour la circonscription de l'Est de 2004 à 2014. Il est Teachta Dála (TD) pour la circonscription de Carlow – Kilkenny de 1977 à 2007.

## Biographie
Aylward est né à Waterford en 1952, mais est originaire de Mullinavat, dans le comté de Kilkenny. Il fait ses études au St Kieran's College de Kilkenny. Il travaille comme technicien de laboratoire avant de s'impliquer en politique. Il est élu au conseil du comté de Kilkenny en 1974 et y siège jusqu'en 1992.
Aylward est élu pour la première fois au Dáil Éireann en tant que député Fianna Fáil pour la circonscription de Carlow – Kilkenny aux élections générales de 1977. Il est ministre d'État au ministère de l'Énergie (1988-1989), ministre d'État au ministère de l'Éducation (1992-1994) et ministre d'État au ministère de l'Agriculture et de l'Alimentation (2002-2004).
En juin 2004, il est élu au Parlement européen dans la circonscription Est du Fianna Fáil, qui faisait alors partie de l'Union pour l'Europe des nations. Après les élections au Parlement européen de 2009, le Fianna Fáil rejoint le groupe ALDE.
En raison de la législation sur le double mandat qui interdit aux membres du Parlement européen de se faire réélire en tant que membres de leurs législatures nationales, il se retire de la politique nationale lors des élections générales de 2007. Son frère Bobby Aylward lui succède comme député Fianna Fáil. Ils sont les fils de Bob Aylward, qui a été sénateur du Fianna Fáil de 1973 à 1974.
Il prend sa retraite de la politique lors des élections au Parlement européen de 2014.